# 1120

## Догађаји
- 25. новембар — Брод тоне у Ламаншу код Барфлера. Једини легитимни син Хенрија I, Вилијам Аделин, је међу 300 (многи од њих англо-норманског племства) који су се удавили, што ће после Хенријеве смрти довести до осамнаестогодишњег грађанског рата.

- Опсада Созополиса: Византијске снаге под вођством цара Јована II Комнина освајају Созополис у Писидији, од Румског султаната. Селџучки гарнизон је поражен док су заробљени између византијске коњице и војске (која опседа тврђаву).
- 16. јануар – Сабор у Наблусу: Краљ Балдуин II од Јерусалима и латински патријарх Вармунд сазивају скупштину у Наблусу, успостављајући најраније сачуване писане законе Крсташког краљевства Јерусалим. Прелати и племићи који присуствују састанку потврђују право свештенства да прикупља десетину и да носи оружје „у сврху одбране“.
- Балдуин II додељује темпларима под вођством Ига де Пајена и Годфрија де Сен Омера штаб у крилу краљевске палате на Храмовној гори у освојеној џамији Ал-Акса у Старом граду Јерусалима.
- Лето – Балдуин II предводи експедицију у Антиохију како би бранио северне крсташке државе. Потписује једногодишње примирје са Илгазијем, артукидским владаром Мардина, осигуравајући посед Кафартаба и других тврђава у Сирији.
- 17. јун – Реконкиста: Битка код Кутанде: Уједињене снаге Арагона и Наваре под краљем Алфонсом I од Арагона разбијају алморавидску војску код Каламоче. Алфонсо поново осваја утврђене градове Калатајуд и Дароку.
- Алморавидска флота под адмиралима Абу Абд Алаха ибн Мајмума од Алмерије и Исе ибн Мајмума од Севиље напада обалу хришћанског краљевства Галиције.
- Фрајбург оснивају Конрад I и његов старији брат, војвода Бертолд III од Церингена, као град слободног тржишта.
- Краљ Хенри I даје део имања Стоунли (које се налази у Ворикширу) Џефрију де Клинтону, свом коморнику и благајнику. Гради мот и дворац и формира језеро како би обезбедио бољу одбрану.
- Фанг Ла, кинески побуњенички вођа, предводи устанак против династије Сунг у селу Ћисијен (данас Џеђанг) на југоистоку Кине. Он подиже војску и заузима Хангџоу.
- Волчер из Малверна, енглески астроном и математичар, ствара систем мерења за Земљу користећи степене, минуте и секунде географске ширине и дужине.

## Смрти
- Велф II, војвода Баварске

- Благословени Жерар